# کلاودیا کاپیتولینا
کلاودیا کاپیتولینا (انگلیسی: Claudia Capitolina) یک زن یونانی-مصری بود که در امپراتوری روم در سده اول و احتمالاً در سدهٔ دوم میلادی زندگی می‌کرد. او از طرق ازدواج با گایوس ژولیوس آرکلائوس آنتیوخوس اپیفانس، شاهدخت پادشاهی کوماژن بود.

## زندگی‌نامه
کاپیتولینا از خانواده‌ای برجسته با رتبهٔ سوارکاری (Equestrian rank) به دنیا آمد. او در اسکندریه مصر متولد و بزرگ شد. کاپیتولینا دختر و تنها فرزند تیبریوس کلاودیوس بالبیلوس از همسری ناشناخته بود. نام خانوادگی کاپیتولینا احتمالاً از طرف مادرش به او تعلق گرفته است. پدر او یکی از بالاترین مقامات رتبه سوارکاری در روم بود. بالبیلوس که خود یک ستاره‌شناس و دانشمند برجسته بود، بعداً بخشدار مصر (Prefect of Egypt) شد. پدربزرگ پدری او تراسیلوس مندس یا تیبریوس کلودیوس تراسیلوس، یک زبان‌شناس و ستاره‌شناس یونانی مصری بود که دوست امپراتور روم تیبریوس، به حساب می‌آمد. مادربزرگ پدری او پرنسس یونانی آکا دوم از پادشاهی کوماژن بود، که نتیجهٔ پادشاه آنتیوخوس یکم به‌شمار می‌رفت. یکی از پسرعموهای پدری او اینیا تراسیلا بود که با نائویوس سوتوریوس ماکرو فرماندار پرایتوری گارد پرتورین ازدواج کرد.